# Meyne
La Meyne est une rivière située en France dans le  département de Vaucluse en région Provence-Alpes-Côte d'Azur, et un affluent gauche du Rhône.

## Géographie
Cette rivière de 14,9 km arrose les villes d'Orange et de Caderousse, avant de se jeter dans le Rhône.
La source selon le Sandre se situe juste au sud de la base aérienne 115 Orange-Caritat, à 56 m d'altitude.
La traversée d'Orange a été fortement aménagée avec bassins écréteurs de crues et déviation sud. La Meyne côtoie l'autoroute française A9 dite aussi la Languedocienne, et avec son nouveau prolongement la Catalane, à la sortie sud d'Orange et en limite de Caderousse.
La confluence a bougé après l'aménagement du fleuve et se trouve aujourd'hui dans le contre canal du Rhône, sur la commune d'Orange, à 27 m d'altitude.

### Communes et cantons traversés
Dans le seul département de Vaucluse, la Meyne traverse les deux seules communes d'Orange (source et confluence) et Caderousse.
Soit en termes de cantons, la Meyne traverse les deux canton d'Orange-Est et canton d'Orange-Ouest, dans le seul arrondissement d'Avignon.

### Organisme gestionnaire
L'organisme gestionnaire est l'ASA de la Meyne ou Association Syndicale Autorisée de la Meyne, sis à Orange, et crée dès 1853. C'est un syndicat de gestion, d'aménagement et d'entretien des cours d'eau de la ville d'Orange et Caderousse.

### Bassin versant
Le bassin versant de la Meyne, a pour voisin au nord l'Eygues, au sud l'Ouvèze, à l'est la Seille, et à l'ouest le Rhône

## Étymologie
- 862 : Medenam fluvium, (cf le cartulaire d'Orange)
- 1363 : de Medena
- 1548 Meine (cf les chroniques d'un notaire d'Orange)

Le vocable de Meyne provient très vraisemblablement du terme pré-latin de *med-. Cela s'explique par la situation de cette rivière, dans son environnement, au « milieu », entre l'Eygues et la Sorgue. Cet hydronyme est également rencontré pour la Mayenne, entre Vilaine et Sarthe.

## Affluents
La Meyne a cinq affluents référencés :
- la Meyne (rd), 5,1 km sur les deux communes d'Orange (confluence) et de Camaret-sur-Aigues (source).
- le ruisseau Mayre de Couavedel (rg), 4 km, sur la seule commune d'Orange.
- le ruisseau Mayre de Raphaëlis (rd), 7,6 km, sur les deux communes d'Orange (confluence) et de Camaret-sur-Aigues (source).
- le ruisseau Mayre de Cagnan (rg), 4,3 km, sur la seule commune d'Orange.
- le ruisseau Mayre de Camp Redon (rd), 3,4 km, sur la seule commune de Caderousse.

Le rang de Strahler est donc de deux.